# علي حسين (لاعب كرة قدم إماراتي)
علي حسين (مواليد 21 أكتوبر 1985) لاعب كرة قدم إماراتي يجيد اللعب في الوسط.
لعب سابقاً في النادي الأهلي ونادي النصر و نادي خورفكان.

## روابط خارجية
- علي حسين على موقع الاتحاد الدولي (مؤرشف)  (الإنجليزية)
- علي حسين على موقع Soccerway.com (الإنجليزية)